# Cal Noia (la Llacuna)
Cal Noia és una construcció de la Llacuna (Anoia) inclosa a l'Inventari del Patrimoni Arquitectònic de Catalunya.

## Descripció
És una casa que ha estat reformada, sobretot a nivell de façana; en lloc de l'actual galeria hi havia tres finestres rectangulars i l'actual arca adovellat de mig punt també està refet (es poden veure algunes dovelles de l'antic, també de mig punt, que en un moment posterior fou tapiat i substituït per una porta rectangular). La coberta és a dues vessants (la de darrere més curta). Al primer pis hi ha tres balcons dintellats.

## Història
Donada la tipologia que tenia abans la casa. Aquesta es podria datar als segle XVI-XVII.